# Паттон, Карл
Карл Миллард Паттон — младший (англ. Carl Millard Patton Jr; родился в 1949 году) — американский серийный убийца совершивший в период с 1973 года по 1977 год серию из 5 убийств на территории штата Джорджия по различным мотивам. Паттон был разоблачен спустя 25 лет года после совершения убийств на основании ДНК-экспертизы. Свою вину он полностью признал.

## Биография
О ранних годах жизни Карла Паттона известно крайне мало. Известно, что Паттон родился в 1949 году. Большую часть своей сознательной жизни Карл Паттон прожил на территории штата Джорджия. В разные годы Паттон проживал на территории округов Де-Калб, Клейтон и Генри. В 1968 году Карл женился на девушке по имени Норма, которая в 1970-м и 1977-м годах родила ему двух дочерей. В 1970-х Паттон освоил ряд специальностей в строительной сфере. В середине 1983 года он был арестован по обвинению в совершении кражи. В ноябре того же года он был осужден и получил в качестве уголовного наказания 1 год лишения свободы, но получил условно-досрочное освобождение и вышел на свободу 2 мая 1984 года. После освобождения Паттон более не был замечен в ведении криминального образа жизни и никогда не подвергался арестам. В конце 1998 года его младшая дочь 21-летняя Мелисса Вулфенбаргер пропала без вести на территории Атланты. Ее отрубленная голова была обнаружена завернутой в мешок для мусора в одном из мусорных контейнеров 29 апреля 1999 года недалеко от ее дома в Атланте. 3 июня того же года в другом мусорном контейнере были обнаружены в черных мешках для мусора ее расчлененные останки, среди которых отсутствовало ее туловище. Останки были обнаружены недалеко от стекольной компании, где работал муж Мелиссы — Кристофер Вулфенбагер. Он являлся основным подозреваемым в совершении убийства девушки, но в дальнейшие десятилетия ему так и не было предъявлено никаких обвинений. В 2003 году Карл Паттон проживал вместе со своей женой в городе Локуст Гроув (штат Джорджия), где работал кровельщиком.

## Разоблачение
Карл Паттон был арестован в своем доме 23 февраля 2003 года по обвинению в совершении убийства 31-летней Лидди Эванс, которая была убита в декабре 1977 года, после того как его причастность была доказана по результатам ДНК-экспертизы. Через несколько минут после его ареста, жена Паттона — Норма, заявила о том, что готова дать показания против мужа в обмен на иммунитет от судебного преследования. Соглашение о признании вины между ней и прокуратурой округа Де-Калб было заключено. Норма Паттон в обмен на отмену обвинений в соучастии убийств, дала показания, в ходе которых заявила, что в период с начала 1970-х по 1977 год Карл Паттон и его друг 28-летний Джо Кливленд совершили несколько убийств. 12 ноября 1977 года согласно свидетельствам Нормы Паттон, ее муж Карл совместно с Кливлендом застрелил своего собственного дядю 45-летнего Фреда Уайта и его сожительницу 45-летнюю Бетти Джо Эфлин. Через месяц Паттон рассказал жене о том, что подозревает Кливленда в том, что из-за несоблюдения политики конфиденциальности, о совершении ими убийств были проинформированы ряд их общих знакомых, после чего убедил ее помочь в совершении убийства Джо Кливленда. Согласно ее показаниям, 17 декабря 1977 года они заманили Джо Кливленда и его сожительницу 31-летнюю Лидди Эванс в свой дом, где Карл застрелил их из ружья. Тела убитых супруги вытащили из дома и поместили в фургон, после чего Норма Паттон смыла кровь в доме и уничтожила в ходе уборки другие улики, изобличающие их в своершении убийств. Тела убитых Карл и Норма Паттоны завернули в спальные мешки, после чего сбросили в воды реки Флинт между округами Клейтон и Фейетт, где они были обнаружены спустя несколько дней. После совершения убийств Норма Паттон, согласно его показаниям, с целью избавления от свидетельств преступления, провела уборку в фургоне. Ряд предметов мебели и вещей из фургона, таких как диван и чемодан, на которых были обнаружены пятна крови, Карл Паттон сжег на заднем дворе их домовладения. После обнаружения трупов Джо Кливленда и Лидди Эванс, в конце декабря 1977 года Карл Паттон и его жена были допрошены полицией. Они попали в число подозреваемых в совершении убийств после того, как полиция в ходе осмотра дома и салона автомобиля Карла Паттона обнаружила пятна крови в багажнике его автомобиля и пятна крови на подушке. Несмотря на то, что группа крови пятен крови совпадала с группой крови Лидди Эванс, из-за отсутствия других доказательств Паттону не было предъявлено никаких обвинений и его были вынуждены отпустить. Только лишь в конце 2002 года была проведена ДНК-экспертиза, в ходе которой из пятен крови, обнаруженных на подушке, изъятой из дома Паттона была выделена ДНК, генотипический профиль которой совпал с генотипическим профилем Лидди Эванс, после чего причастность Карла Паттона к совершению убийств не подвергалась сомнению и он был арестован 23 февраля 2003 года.

## Судебный процесс
Судебный процесс открылся в начале марта 2003 года на территории округа Клейтон по обвинению в убийстве Фреда Уайта и Бетти Джо Эфлин. Ключевым свидетелем обвинения стала жена Паттона — Норма Паттон. Согласно ее показаниям, Карл совершил убийство своего дяди Фреда Уайта исходя из корыстных мотивов. Уайт обладал страховым полисом, делающим в случае его смерти единственным бенифициаром его жену Мэри Джексон Уайт. Норма Паттон утверждала, что Мэри Уайт предложила Карлу убить Фреда Уайта, так как Уйат бросил ее ради своей новой возлюбленной Бетти Эфлин, пообещав Карлу в качестве материального вознаграждения за совершение убийства 15 000 долларов, половину денег из той суммы, которую она получила бы от страховых выплат. Согласно версии Нормы Паттон, Карл Паттон убил Уайта и Бетти Эфлин в округе Клейтон с помощью своего друга Джо Кливленда. Эфлин была застрелена, после чего ее тело Паттон и Кливленд сбросили в реку Флинт. Фред Уайт также был застрелен. Его труп был помещен в автомобиль, который Паттон оставил на железнодорожных путях. Во время движения поезда автомобиль Уайта был сбит поездом, вследствие чего смерть Фреда Уайта выглядела как несчастный случай.
8 марта того же года Паттон признал себя виновным по всем пунктам обвинения, после чего получил в качестве уголовного наказания два срока в виде пожизненного лишения свободы с правом условно-досрочного освобождения по отбытии 20 лет тюремного заключения. Во время оглашения приговора, Паттон выразил раскаяние в содеянном. После окончания судебного процесса, Паттон был этапирован на территорию округа Де Калб, где начался судебный процесс по обвинению его в совершении убийств Лидии Эванс и Джо Кливленда. Норме Паттон в рамках соглашения о признании вины, признала себя виновной в недонесении о преступлении, после чего она была условно осуждена с назначением испытательного срока в виде 12 месяцев. Также суд постановил взыскать с нее штраф в размере 1000 долларов.
15 марта 2003 года Карл Паттон признал себя виновным в совершении убийств Лидди Эванс и Джо Кливленда, после чего суд приговорил его к еще двум пожизненным срокам.
В этот же период Паттон вошел в число подозреваемых в совершении убийства Ричарда Рассела Джексона, который был застрелен 9 марта 1973 года на территории округа Генри. На тот момент его женой являлась Мэри Джексон, которая позже вышла замуж за дядю Паттона — Фреда Уайта, убийство которого она спланировала с Карлом. В 1973 году Мэри Джексон уже была знакома с Паттоном и после смерти Ричарда Джексона получила страховые выплаты от его страхового полиса. Согласно версии прокуратуры округа Генри, убийство Джексона совершил Карл Паттон при участии Мэри Джексон, которая как и в случае с убийством Фреда Уайта заплатила ему в качестве материального вознаграждения часть из денежной суммы, которую она получила из страховых выплат. Несмотря на то, что никаких доказательств этого не существовало, в апреле 2003 года Карл Паттон признал свою причастность к совершению этого убийства, после чего ему было предъявлено очередное обвинение и в округе Генри начался судебный процесс. В ходе судебного процесса, Паттон подтвердил версию прокуратуры. Он заявил, что Джексон был человеком, склонным к проявлению агрессии и жестоко обращался со своей женой Мэри, после чего она предложила Карлу убить Ричарда. 9 марта 1973 года Паттон и Джо Кливленд заманили Джексона в свой автомобиль. Они вывезли его в отдаленную лесистую местность на территории округа Генри, после чего Паттон вытащил пистолет 22-го калибра. По словам Паттона, Ричард Джексон оказал им яростное сопротивление, в ходе которого ему удалось покинуть автомобиль. Он попытался сбежать от них, но Паттон и Кливленд его догнали, после чего застрелили, выпустив в него восемь пуль. Дочь Джексона, 39-летняя Глэдис Элейн Джексон во время одного из судебных заседаний к удивлению присутствующих поблагодарила Карла Паттона за совершение убийств Джексона и Фреда Уайта. Она подтвердила тот факт, что Джексон жестоко обращался с её матерью Мэри Джексон как и её отчим Фред Уайт, который согласно её свидетельствам также подвергал её издевательствам во время их супружеской жизни. 14 мая 2003 года Карл Паттон признал свою вину в совершении убийства Ричарда Джексона, после чего суд приговорил его к еще одному пожизненному сроку. Мэри Джексон не было предъявлено никаких обвинений, так как она умерла в 1998 году.
После осуждения, Карл Паттон некоторое время подозревался в убийстве своей дочери Мелиссы, но в конечном итоге он был исключен из числа подозреваемых.
По состоянию на март 2023 года 73-летний Карл Паттон был жив,  и продолжал отбывать свое наказание в тюрьме «DODGE STATE PRISON».